# FC Machida Zelvia
El Football Club Machida Zelvia (FC町田ゼルビア Efushī Machida Zerubia?) es un equipo de fútbol en Japón que juega en la J1 League desde la temporada 2024.

## Historia
Fue fundado en el año 1989 en la localidad de Machida en Tokio y es conocido como el Brasil de Japón por ser el fútbol el deporte más popular de la localidad y que Machida es la ciudad que ha producido la segunda mayor cantidad de futbolistas en la J. League a través de sus academias de fútbol.
En 2003 se convirtió en un equipo polideportivo y cambió su nombre al de AC Machida, aunque para el año 2009 adoptaron su nombre actual en vista de que el nombre Zelvia es el del árbol oficial de la ciudad.
En la temporada 2023 el equipo se coronó campeón de la J2 League y consiguió el ascenso a la primera división por primera vez en su historia.
En su primera temporada en la élite del fútbol Japonés hizo una excelente campaña quedando 3° y peleando por el título de liga hasta la última jornada.

## Jugadores

### Jugadores en préstamo
| Prestados |

### Jugadores destacados
| Japón - Kyohei Shimazaki (2014-2016) |

## Entrenadores

### Entrenadores destacados
- Osvaldo Ardiles
- Ranko Popovic

## Rivalidades
Clásico de Tokio
El derbi donde el FC Tokyo enfrenta al Machida Zelvia.
Batalla Marcial
Este partido también conocido como la Batalla Busou en Sagamihara y Batalla Soubu en Machida, es un encuentro entre los equipos de las ciudades de cada lado el río Sakai (el cual divide las prefecturas de Tokio y Kanagawa) en donde se enfrentan el Machida Zelvia y el SC Sagamihara.

## Uniforme
| Local | Local | Local | Local  | Local |
| ----- | ----- | ----- | ------ | ----- |
| 2010  | 2011  | 2012  | 2013   | 2014  |
| 2015  | 2016  | 2017  | 2018   | 2019  |
| 2020  | 2021  | 2022  | 2023 - |       |
|       |       |       |        |       |

| Visitante | Visitante | Visitante | Visitante | Visitante |
| --------- | --------- | --------- | --------- | --------- |
| 2010      | 2011      | 2012      | 2013      | 2014      |
| 2015      | 2016      | 2017      | 2018      | 2019      |
| 2020      | 2021      | 2022      | 2023 -    |           |
|           |           |           |           |           |

## Palmarés
- Liga Regional de Kanto (1): 2008
- J2 League (1): 2023
- Kanto Soccer League Division 2 (1): 2006
- Tokyo Metropolitan Football Tournament (2): 2011, 2015
- Japanese Regional Football Champions League (1): 2008